# Bebeto
»Bebeto« (s pravim imenom José Roberto Gama de Oliveira), brazilski nogometaš in trener, * 16. februar 1964, Salvador, Brazilija.
Sodeloval je na nogometnemu delu poletnih olimpijskih iger leta 1988 in leta 1996.